# Oscar Öhman
Eric Oscar Öhman, född 1 december 1886 i Ljustorps församling, Västernorrlands län, död 16 januari 1947 i Sundsvalls församling, Västernorrlands län, var en svensk politiker och tidningsredaktör.
Oscar Öhman var son till jordbrukaren och skomakaren Erik Öhman och Anna Svedlund. I unga år arbetade han som stabbläggare på Wifstavarf. Han var med och bildade Svenska sågverksindustriarbetareförbundets 31:a avdelning. År 1916 blev Öhman ledamot av kommunfullmäktige i Timrå landskommun och vice ordförande i kommunstyrelsen från 1919.
1919 grundade han tidningen Medelpads-Kuriren, som senare bytte namn till Norrlands-Kuriren 1921–1938, där han verkade som chefredaktör.
Öhman var en av ledarna i Kommunistpartiet (SKP) i Sundsvall.. 1927 blev han ledamot i Landstinget i Västernorrland. När kommunistpartiet splittrades 1929 gick Oscar Öhman med i Karl Kilboms fraktion. Han var riksdagsledamot (andra kammaren) 1929–1932 för Kilbomskommunisterna. I valet 1932 förlorade han sin plats i riksdagen. Han anslöt sig senare till Socialdemokraterna.